# Atriplex portulacoides
La portulaca di mare (, Halimione portulacoides (L.) Aellen), nota anche come porcellana di mare, atriplice portulacoide o alimione, è una pianta alofita della famiglia Amaranthaceae.

## Descrizione

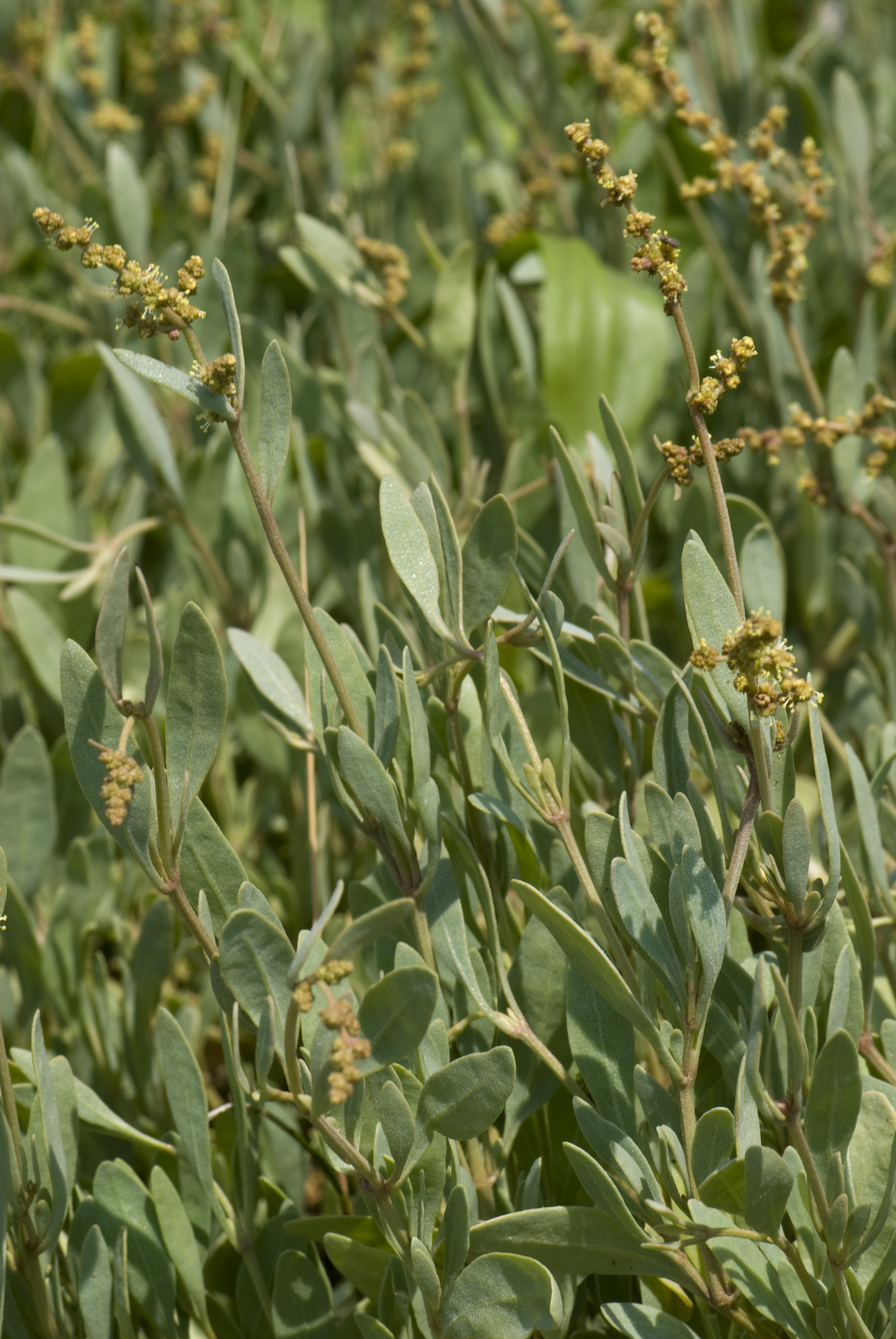

È una pianta erbacea perenne camefita fruticosa con fusti legnosi alti 20–50 cm.

Le foglie sono opposte, carnose, di colore verde glauco, di forma lineare-lanceolata.

L'infiorescenza è una pannocchia terminale con glomeruli gialli portati da bratteole triangolari.

Il frutto è un achenio interamente avvolto da due brattee completamente saldate fra loro.

## Distribuzione e habitat
La specie è segnalata nelle isole della Macaronesia,  in Europa e nei paesi del bacino del Mediterraneo.
Pianta alofila, vegeta in ambienti salmastri, litorali marittimi, lagune, barene, retroterra costieri.
In Sardegna la pianta prende il nome di "ziba" od "obione", è particolarmente diffusa nella zona lagunare del Cabras ed usata per avvolgere il muggine lesso.

## Usi
Le foglie sono commestibili; crude possono essere utilizzate per la preparazione di insalate.